# Untappd
Untappd (von englisch untapped „unerschlossen“ bzw. „nicht gezapft“) ist ein Soziales Netzwerk und eine Handy-App, die von Greg Avola und Tim Mather entwickelt wurde. In der App können individuelle Beiträge zu einer Vielzahl an Bierprodukten veröffentlicht werden, inklusive Bewertung, Foto, Aufenthalts- und Kaufstandort. Dazu werden Mittel der Gamification genutzt.
Die Beiträge in Untappd werden Checkins genannt, durch sie kann man sogenannte Badges erhalten, z. B. für das Einchecken von fünf verschiedenen Weizenbieren. Man kann Beiträge kommentieren und statt eines Likebuttons kann man auf Beiträge toasten, im Sinne von „einen Toast aussprechen“. Zudem ist es möglich Listen anzulegen und die Getränkekarte (bzw. „tap list“) von teilnehmenden Lokalen einzusehen. Seit 2016 ist es möglich Biere über den EAN-Strichcode in der App zu suchen.
Untappd nutzt Foursquare für seine Standortdienste.

## Badges
Durch das Einchecken von verschiedenen Bieren erhalten Nutzer Badges. Diese Badges trennen sich in Lokale Badges, Bier-Badges, Orts-Badges und Extra-Badges. Lokale Badges erhält man durch das Einchecken an bestimmten Orten, die an einer kostenpflichtigen Untappd-Aktion teilnehmen. Bier-Badges erhält man basierend darauf, wie viele spezifische Biere ein Nutzer eingecheckt hat, in welchem Land oder in welcher Region das Bier hergestellt wurde, welche Biersorte es ist oder auf verschiedenen Aktionen des Benutzers, wie z. B. wenn dasselbe Bier mehrmals hintereinander eingecheckt wurde. Orts-Badges erhält man durch das Einchecken an verschiedenen Orten wie Brauereien, Restaurants oder Festivals. Extra-Badges erhält man durch das Einchecken eines bestimmten Biers im Rahmen einer Aktion oder an einem bestimmten Feiertag.

## Geschichte
Untappd wurde 2010 im Restaurant Father's Office in Santa Monica gestartet. Am 17. Januar 2014 wurde die 1-Millionen-Benutzer-Marke überschritten und im April 2016 hatte Untappd 3,2 Millionen Benutzer.
Untappd wurde 2016 von Time in die „Top 50 Apps des Jahres“ aufgenommen.
Zu Beginn der COVID-19-Pandemie wurde im März 2020 der Lokale Badge „Untappd at Home“ erstellt, ein Badge für das Einchecken von Zuhause aus.
Zum 4. September 2020 verkündete Untappd, dass 820.000 einzelne Nutzer, aus fast 180 verschiedenen Ländern, mindestens einmal eincheckten.